# Goidschalxoord

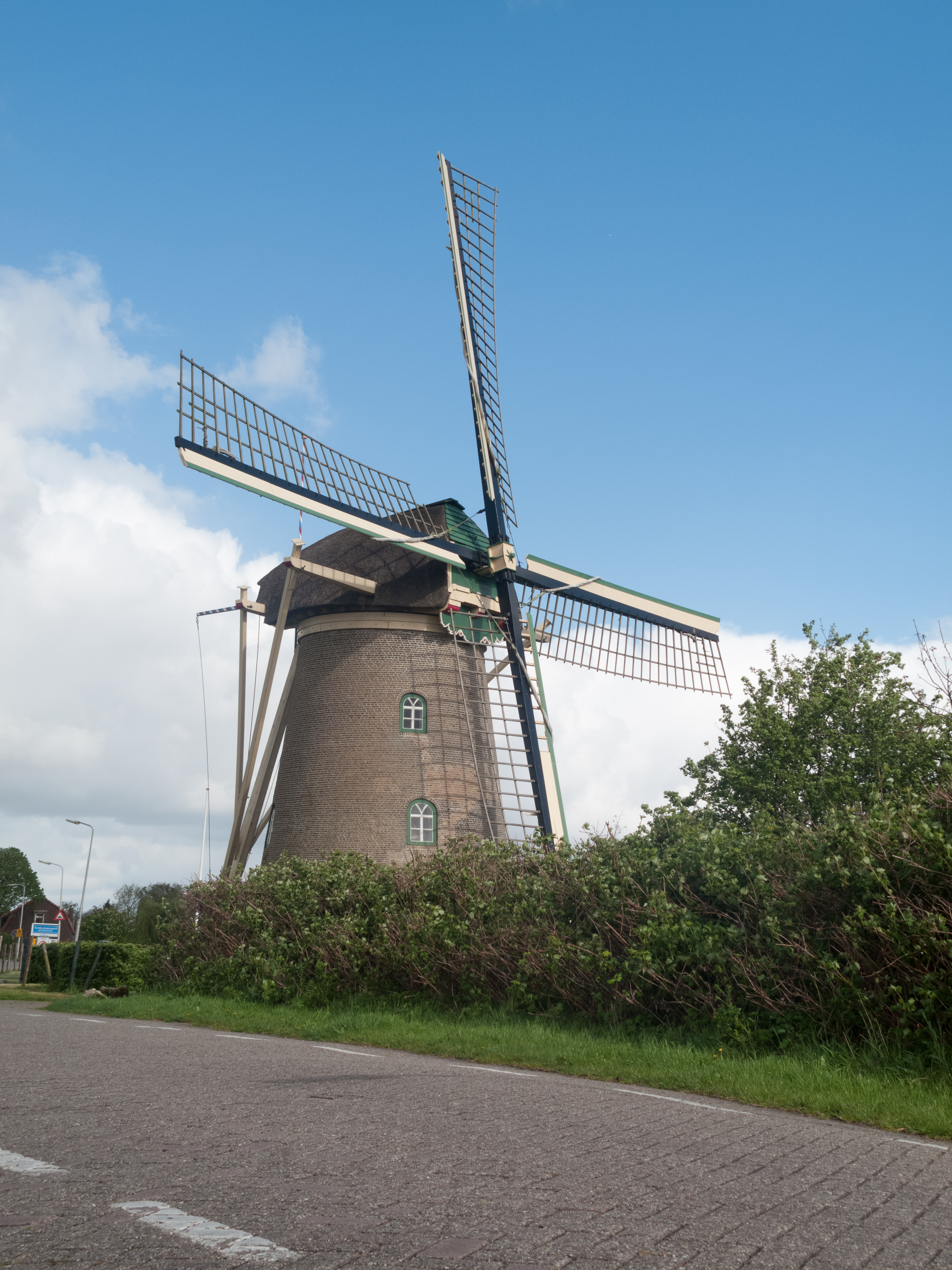
Goidschalxoord, de molen van Goidschalxoord

Goidschalxoord is een dijkdorp in de gemeente Hoeksche Waard, in de Nederlandse provincie Zuid-Holland. Tot 1855 was het een zelfstandige gemeente, waarna het opging in Heinenoord. Het dorp ligt tussen Oud-Beijerland en Heinenoord in, waarmee het één aaneengesloten lint van bebouwing vormt. Het dorp was een vrije heerlijkheid.

## Naamgeving
Het dorp leent zijn naam aan een van de eerste heren van Goidschalxoord namelijk Godschalk Oem van Wijngaarden. De eerste vermelding van deze naam is afkomstig uit een document van 30 september 1486 betreffende de polder Oud-Heinenoord waar de naastgelegen gebieden worden genoemd. In dit document wordt het gebied de Goodscalexoortgorsen genoemd.

## Geschiedenis
In 1539 werd het eerste gedeelte van Goidschalxoord, het Oudeland van Goidschalxoord genaamd samen met de Polder Westmaas-Nieuwland bedijkt.  In 1624 werd het tweede gedeelte, het Nieuwland van Goidschalxoord, bedijkt samen met Polder De Bosschen. Tot 1855 was dit dorp een zelfstandige gemeente waarna het opging in Heinenoord. 

## Monumenten
Het dorp kent twee rijksmonumenten. Allereerst de korenmolen uit 1718 staande aan de Goidschalxoordsedijk 55 en ten tweede ''Het Regthuys''. Een voormalig rechts- en veerhuis staande aan de Goidschalxoordsedijk 24.
Het dorp kent één gemeentelijk monument. Een voormalige herberg staande aan de Goidschalxoordsedijk 26.